# Лайра (тауншип, Миннесота)
Лайра (англ. Lyra) — тауншип в округе Блу-Эрт, Миннесота, США. На 2000 год его население составило 378 человек.

## География
По данным Бюро переписи населения США площадь тауншипа составляет 91,7 км², из которых 91,7 км² занимает суша, а 0,1 км² — вода (0,06 %).

## Демография
По данным переписи населения 2000 года здесь находились 378 человек, 138 домохозяйств и 104 семьи.  Плотность населения —  4,1 чел./км².  На территории тауншипа расположено 145 построек со средней плотностью 1,6 построек на один квадратный километр. Расовый состав населения: 98,94 % белых, 0,53 % азиатов и 0,53 % приходится на две или более других рас. Испанцы или латиноамериканцы любой расы составляли 1,59 % от популяции тауншипа.
Из 138 домохозяйств в 37,0 % воспитывались дети до 18 лет, в 67,4 % проживали супружеские пары, в 4,3 % проживали незамужние женщины и в 24,6 % домохозяйств проживали несемейные люди. 21,0 % домохозяйств состояли из одного человека, при том 13,0 % из — одиноких пожилых людей старше 65 лет. Средний размер домохозяйства — 2,74, а семьи — 3,23 человека.
31,2 % населения младше 18 лет, 5,6 % в возрасте от 18 до 24 лет, 24,6 % от 25 до 44, 21,4 % от 45 до 64 и 17,2 % старше 65 лет. Средний возраст — 39 лет. На каждые 100 женщин приходилось 97,9 мужчин.  На каждые 100 женщин старше 18 приходилось 97,0 мужчин.
Средний годовой доход домохозяйства составлял 34 219 долларов, а средний годовой доход семьи —  40 000 долларов. Средний доход мужчин —  29 063  доллара, в то время как у женщин — 16 563. Доход на душу населения составил 14 795 долларов. За чертой бедности находились 6,4 % семей и 8,0 % всего населения тауншипа, из которых 13,6 % младше 18 и 4,3 % старше 65 лет.